# Dopplerův radar

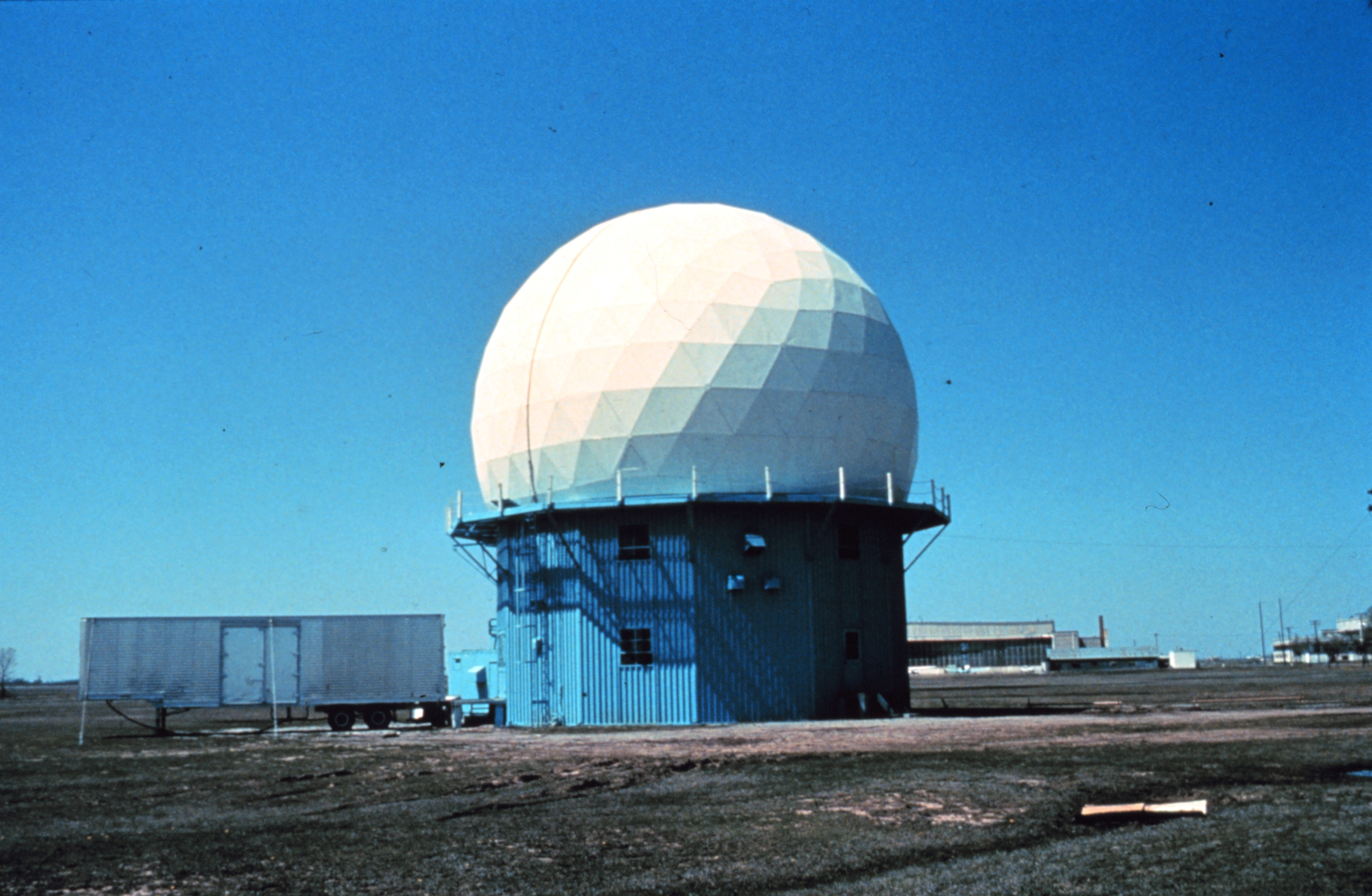
Dopplerův meteorologický radar

Dopplerův radar je specializovaný radar, který k měření rychlosti pohybujících se objektů využívá Dopplerův jev. Dělá to tak, že vysílá mikrovlnný signál, aby se odrazil od požadovaného cíle, a pak analyzuje, jak pohyb objektu změnil frekvenci vráceného signálu. Tato odchylka poskytuje přímé a vysoce přesné měření radiální složky rychlosti cíle vzhledem k radaru. Dopplerovy radary se používají v letectví, ve vojenství, v systému StatCast americké Major League Baseball a v meteorologii. Jsou složkou policejních radarů a slouží i v lékařství.
V meteorologii se používají Dopplerovy radary u dopplerovských meteorologických radiolokátorů a windprofilerů.